# Bromley FC
Bromley FC is een Engelse voetbalclub, gevestigd in Bromley, Groot-Londen. De club komt uit in de League Two, het vierde niveau van het Engels voetbalsysteem. De thuiswedstrijden worden afgewerkt op Hayes Lane.

## Geschiedenis
De club is opgericht in 1892, en speelde sinds de oprichting aanvankelijk in de South London League. In 1894 werd Bromley mede-oprichter van de Southern League en trad toe tot de Division Two. Bromley eindigde het seizoen 1895/96 echter als hekkensluiter, waarna het de Southern League alweer moest verlaten. Hierop werd de club in het volgende seizoen mede-oprichter van de London League, en trad men wederom in in de Division Two. Bromley kwam dit seizoen als winnaar uit de bus en promoveerde naar de Division One. In het seizoen 1898/99 werd de overstap naar de Kent League gemaakt, maar dit bleek geen succes; Bromley eindigde wederom als nummer laatst en keerde terug naar de Division One van de London League. Tijdens het seizoen 1899/1900 trok de club zich terug uit de Division One, en nam het eerste elftal de wedstrijden van het tweede elftal over, dat uitkwam in de Division Two. Aan het eind van het seizoen 1900/01 trok Bromley zich ook uit deze competitie terug.

### 1907 tot en met de jaren '60
In 1907 werd de club medeoprichter van de Spartan League en werd de eerste kampioen van deze competitie. In het seizoen dat daarop volgde werd Bromley lid van de Isthmian League, en bereikte in twee opeenvolgende seizoenen het kampioenschap. In het seizoen 1910/11 won de club de FA Amateur Cup, door Bishop Auckland met 1-0 te verslaan in de finale. In datzelfde seizoen werd in de reguliere competitie de zevende plaats bereikt, waarop de club weer plaatsnam in de Kent League Division One. Zij bleven in deze competitie actief tot aan de Eerste Wereldoorlog. Toen in 1919 het voetbal weer werd hervat, werd Bromley lid van de Athenian League. In het seizoen 1922/23 werd het kampioenschap in deze competitie behaald. In het seizoen 1937/38 werd voor het eerst de eerste ronde van de FA Cup bereikt. Na King's Lynn Town in de eerste ronde te hebben verslagen, werd in de tweede ronde met 4-1 verloren bij Scarborough. In dat zelfde seizoen werd wederom de finale van de FA Amateur Cup bereikt. Dit keer werd er gewonnen door Erith & Belvedere met 1-0 te verslaan. Het behalen van de tweede ronde van de FA Cup lukte ook in het volgende seizoen. Dit keer moest men aantreden tegen een club uit de Football League: Lincoln City was met 8-1 te sterk. In het seizoen 1945/46 werd nog eens opgetreden in de tweede ronde, wat over twee wedstrijden resulteerde in een 4-2 nederlaag tegen Watford. In 1947/48 werd Reading thuis op 1-1 gehouden. In de uitwedstrijd op Elm Park werd echter met 3-0 verloren, wat voor Bromley het einde van het seizoen betekende. In het seizoen 1948/49 werd nogmaals de titel in de Athenian League behaald en ook FA Amateur Cup werd gewonnen. In de reguliere FA Cup werd wederom verloren van Watford, dit maal met 2-1. In 1950/51 won Bromley voor de derde keer de Athenian League. In de eerste ronde van de FA Cup werd echter met 1-0 verloren van Aldershot. In tegenstelling tot voorgaande seizoenen plaatste Bromley zich in 1951/52 rechtstreeks voor de eerste ronde van de FA Cup. Hier stuitte men op Torquay United, dat met 3-2 te sterk bleek. In 1952 sloot Bromley zich weer aan bij de Isthmian League. Na in dit seizoen als tweede te zijn geëindigd, werd in het seizoen 1953/54 het kampioenschap behaald. Ze won de competitie voor een vierde tijd in 1960-61.

### Jaren '70 en '80
Nadat in het seizoen 1974/75 de laatste plaats van de Division One werd bereikt, degradeerde Bromley naar de Istmian League Division Two. In 1976/77 trad Bromley voor het eerst in ruim twintig jaar weer aan in de eerste ronde van de FA Cup, maar er werd met 7-0 verloren van Swindon Town. De Divsion Two ging in 1977 Division One heten, en de club promoveerde naar de Premier Division na het behalen van de tweede plaats 1979/80. In 1984/85 degradeerde de club weer naar de Division One, maar keerde in het daaropvolgende seizoen weer terug als nummer twee van de Division One. In 1990 volgde degradatie maar dit werd opgevangen door een onmiddellijke terugkeer naar de Premier Division.

### Jaren '90 tot heden
In 1996/97 kwalificeerde Bromley zich weer voor de FA Cup, maar werd thuis met 3-1 verslagen door Enfield. Aan het eind van het seizoen 1998/99 degradeerde Bromley opnieuw naar de Division One. Het behalen van de vierde plaats van de Division One in 2004/05 betekende kwalificatie voor de play-offs om promotie. In de halve finale werd Metropolitan Police na een strafschoppenserie verslagen. In de finale trof men Horsham, waarover met 3-1 zegen werd gevierd, waarop de club promoveerde naar de Premier Division.
In het seizoen 2006/07 behaalde Bromley de tweede plaats in de Premier Division, waardoor de club zich opnieuw plaatste voor promotie play-offs. Door een 1-0 overwinning op Wimbledon in de halve finale en een overwinning na strafschoppen op Billericay Town promoveerde de club uiteindelijk naar de Conference South. In dat zelfde seizoen behaalde Bromley ook nog de eerste ronde van de FA Cup, waar het 4-1 verloor van Gillingham. Voor Bromley heerst er een vloek op de eerste ronde van de FA Cup. De laatste 15 keer dat Bromley de eerste ronde haalde, werden ze uitgeschakeld. In 1945-46 haalden ze voor het laatst de tweede ronde van het bekertoernooi.
In het seizoen 2014/15 werd Bromley kampioen van de Conference South, waardoor het promoveerde naar de National League. In het seizoen 2017/18 bereikte Bromley voor het eerst in de clubgeschiedenis de finale van de FA Trophy, traditiegewijs gespeeld op Wembley. Een tegengoal in de laatste minuut van de extra tijd bracht de wedstrijd naar een penaltyserie waarin Bromley verloor van Brackley Town (1-1, 5-4 np). Vier jaar later, in het seizoen 2021/22, behaalde Bromley opnieuw de finale. Ditmaal was de tegenstander Wrexham. In reguliere speeltijd won Bromley de wedstrijd met 1-0, resulterend in het eerste FA Trophy-kampioenschap in de clubgeschiedenis.
In het seizoen 2023/24 promoveerde Bromley naar de League Two. In de finale van de play-offs om promotie versloeg het Solihull Moors na strafschoppen, waardoor het voor het eerst in de geschiedenis toetrad tot de English Football League.
Accrington Stanley ·
Barrow · 
Bradford City ·
Bromley ·
Carlisle United ·
Cheltenham Town ·
Chesterfield ·
Colchester United ·
Crewe Alexandra · 
Doncaster Rovers ·
Fleetwood Town ·
Gillingham ·
Grimsby Town ·
Harrogate Town · 
Milton Keynes Dons · 
Morecambe · 
Newport County ·	
Notts County · 
Port Vale ·
Salford City · 
Swindon Town ·
Tranmere Rovers ·
Walsall ·
Wimbledon